# Mělnický okruh
Mělnický okruh je tradiční závod navazující na historii podobných závodů v tomto regionu. V roce 2018 pořadatelé akci po 58 letech restartovali. Závody probíhají ve městě Mělník na uzavřených silnicích. Závodů se účastní řidiči na motorkách, sidecar i v automobilech. Obnovené závody spolupořádají Czech Racing Team a město Mělník.

## Historie
Jeden z prvních zdokumentovaných závodů automobilů a motorek se v Mělníku uskutečnil už 21. srpna 1927. Jednalo se o závod do vrchu. Trasa vedla od zámku na Pšovce, přes Okrouhlík, kolem vinice Na Svini až na náměstí Svobody (dnes Míru). Nejrychlejšími jezdci byli Bohumil Turek na motocyklu Harley-Davidson a Ing. Josef Rezek s automobilem Mercedes-Benz. Nejrychlejším sidecaristou byl Antonín Materna.
Akce Mělnický okruh poprvé proběhla 24. října 1937. Relativně jednoduchou trojúhelníkovou trať ovládl Jaroslav Trnka na motocyklu Rudge. Stejný jezdec zvítězil také v následujícím ročníku. Dalšímu konání Mělnického okruhu zabránila Mnichovská dohoda a následná nacistická okupace.
První poválečný Mělnický okruh se měl konat 11. srpna 1945, byl ale z technických důvodů odřeknut. Proto proběhl až 2. června 1946. Oproti předchozím ročníkům jezdci závodili na delší trati. Vítězství slavili např.  Arnold Buchta (junioři nad 350 ccm) a Jan Novotný (senioři nad 350 ccm). Od té doby Mělnický okruh až na výjimky probíhal každoročně až do roku 1960. Vítězi posledního ročníku se stali Václav Parus a František Šťastný.

## Současnost
Fanoušci motorsportu se obnovené soutěže Mělnický okruh dočkali až v roce 2018. Organizace se ujal Czech Racing Team ve spolupráci s městem Mělník. Závodníci se utkali o pohár Jiřího Peroutky. Depo bylo ustaveno přímo na náměstí Míru. Závodilo se na trati se startem pod Pražskou bránou pro automobily a pevným startem na ulici Tyršova pro motocykly. Závodníci projížděli ulicemi Tyršova a Legionářů kolem dvou diváckých zón. Okruh pokračoval ulicí Plavební až k řece Labi, kde se nacházela další divácká zóna. Závodníci poté průjezdem ulic K Mostu a J. Seiferta projeli kolem zbývajících dvou diváckých zón. Závod byl rozdělen v souladu s tradicí mezi motocykly, sidecary a automobily.
V roce 2019 akce proběhla znovu. Samotné závody nedoznaly téměř žádné změny. Závodníci kromě poháru Jiřího Peroutky závodili také o pohár Jiřího Kristiána Lobkowicze. Lehce se změnila organizace události. Byly přidány nadúrovňové přechody trati pro fanoušky a rozšířil se doplňkový program.